# Albatros campbellský
Albatros campbellský (Thalassarche impavida) je druh mořského ptáka z rodu Thalassarche, který hnízdí pouze na Campbellově ostrově a přilehlém ostrůvku Isle de Jeanette-Marie, které se nachází v subantarktických vodách Nového Zélandu.

## Systematika
Albatros campbellský byl dlouhou dobu považován za poddruh albatrosa černobrvého (Thalassarche melanophris), avšak C. J. R. Robertson a G. B. Nunn v roce 1988 navrhli albatrosa campbellského vydělit do samostatného druhu Thalassarche impavida, což akceptovala řada dalších taxonomických autorit. Druhové jméno impavida pochází z latinského impavidus, čili „nebojácný“.

## Popis

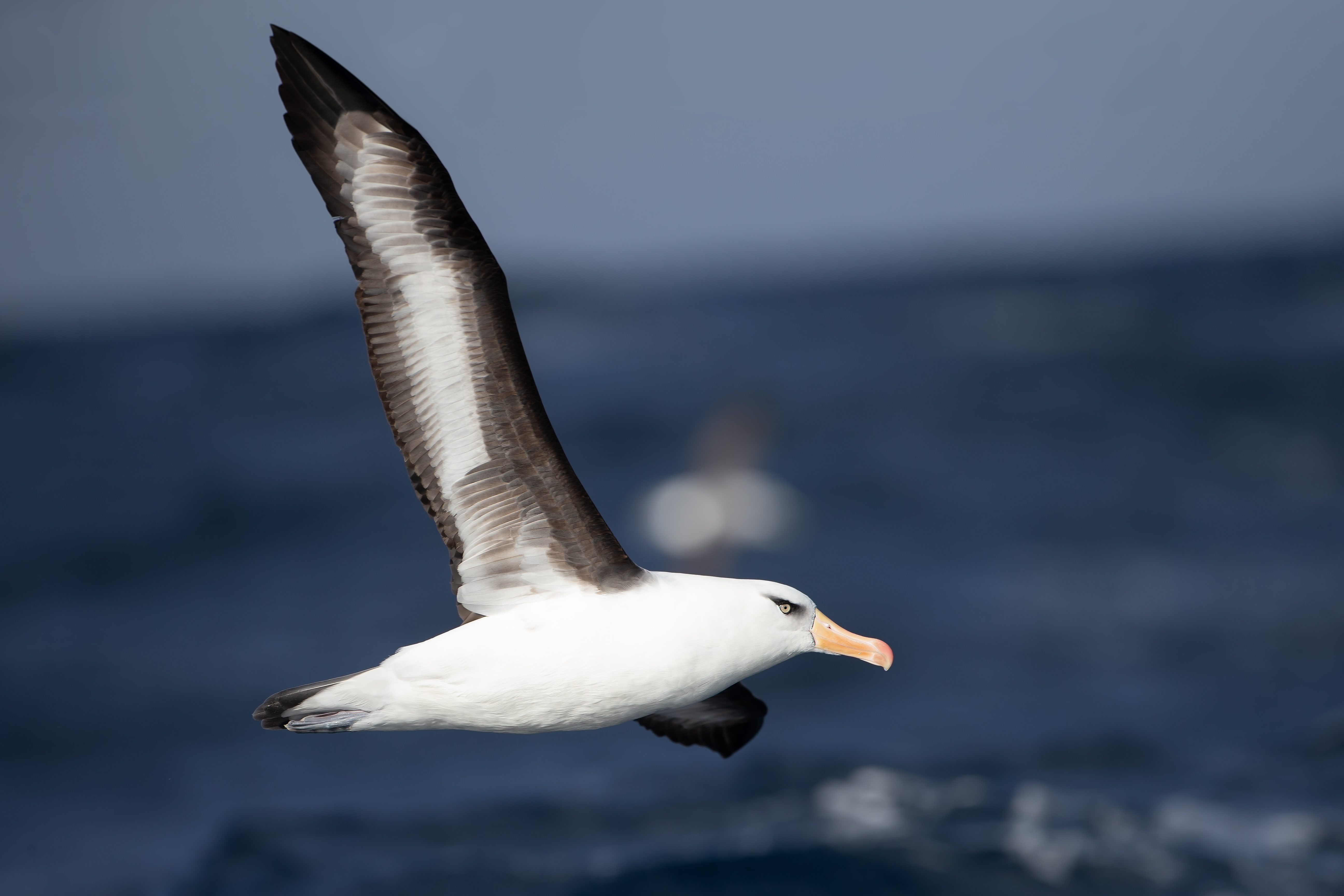
Albatros campbellský u jihovýchodních břehů Tasmánie s patrným komplexním černobílým vzorkováním na spodní straně křídel

Jedná se o velkého ptáka, nicméně v rámci albatrosů představuje jeden z menších druhů. Dosahuje délky těla kolem 88–90 cm a rozpětí křídel 205–240 cm. Samec váží kolem 2,7–3,8 kg, samice 2,2–3,2 kg.
Hlava, krk, kostřec a celá spodina jsou čistě bílé. Hřbet, ocas a horní strana křídel jsou černé. Spodní strana křídel je bílá s širokými tmavými okraji. Zobák je mohutný, hákovitě zakončený, žlutý s oranžovým koncem. Přes oko se táhne tmavý podlouhlý trojúhelníkový proužek, jehož báze začíná u zobáku a zašpičaťuje se za okem. Nedospělí jedinci mají hnědošedý zobák s černým zakončením, tmavé oči, větší část spodní strany křídel je tmavá a od šíje se táhne tmavý pruh, který se někdy až spojuje na hrudi.
Hlavní rozdíl mezi albatrosem campbellským a černobrvým je barva duhovek, která je u albatrosa campbellského světle žlutá, zatímco u albatrosa černobrvého je černá. Albatros campbellský mívá větší množství tmavé barvy na spodní straně křídel, černé obočí je většinou výraznější a tváře jsou někdy viditelně jemně našedlé.

## Rozšíření
K hnízdění dochází pouze na severním a západním pobřeží Campbellova ostrova a na přilehlém ostrůvku Isle de Jeanette-Marie. V době mimo hnízdění (červenec až květen) je však albatros campbellský široce rozšířen napříč jižním Pacifikem, Tasmanovým a Rossovým moře. Východní areál výskytu zasahuje až k pobřeží Chile, na západě to je dalece za pobřežní vody západní Austrálie. Je doklad i o jedinci, který obletěl zeměkouli. Nejčastěji se vyskytuje mezi 24–48° j. š., avšak areál výskytu může zasahovat až k 60° j. š. Zatoulaní jedinci byli pozorováni až u Vanuatu, Nové Kaledonie, Fidži, Tonze, Tahiti, Tuamotu a Markéz.
V době 2006–2012 byla celková početnost duhu odhadnuta na 21 648 hnízdních párů.

## Biologie
Na moři jsou převážně samotářští, občas se však mohou sdružovat do menších hejn. Vydává různé skřehotavé, kvílící, sténající a mručící zvuky.

### Potrava

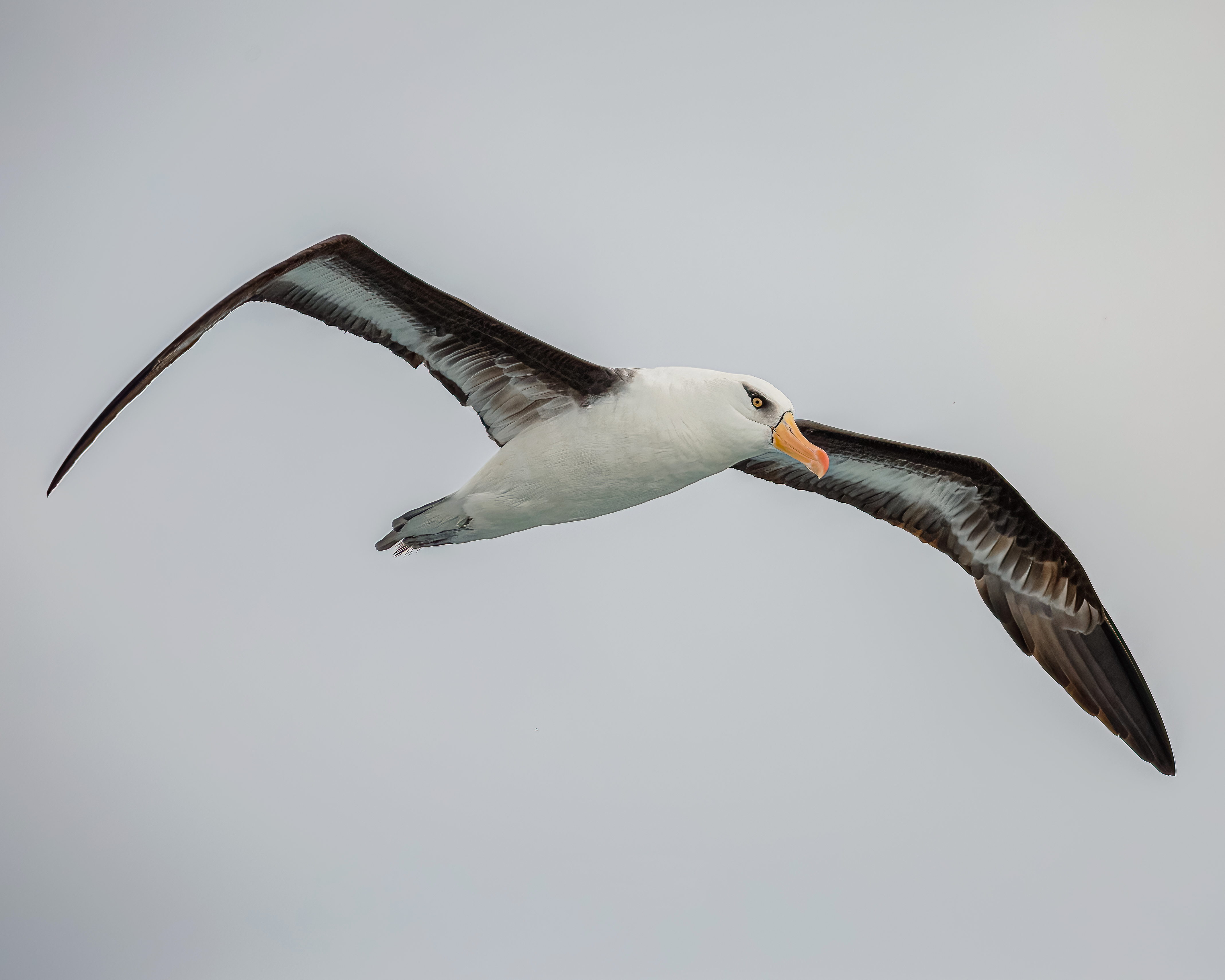
Albatros campbellský v letu

Živí se hlavně menšími druhy ryb, jídelníček doplňuje krakaticemi a korýši. Ptáčata na hnízdě jsou krmena převážně rybami. V době inkubace sbírá potravu jednak v blízkých, relativně mělkých vodách Campbellovy plošiny, a jednak ve vzdálenějších vodách o hloubkách 4000–5500 m. Po vylíhnutí mláďat létá za potravou hlavně do zmíněných vzdálenějších, hlubokých vod dále od Campbellovy plošiny.

### Hnízdění
Podobně jako ostatní albatrosi, i albatros campbellský utváří dlouhodobé, monogamní páry. Jak inkubace, tak rodičovská péče je sdílená. Samice každoročně klade pouze jedno velké krémové vejce o rozměrech 103×66 mm. Hnízdo představuje pouze hromádka hlíny přímo na zemi. K hnízdění dochází v koloniích, které se typicky volně mísí s koloniemi albatrosů šedohlavých.
Ke kladení vajec dochází od konce září do počátku října. Inkubační doba trvá kolem 65–72 dní. Většina mláďat se rodí počátkem prosince, a zůstávají několik měsíců na hnízdě, během kterých je rodiče krmí regurgitací potravy. Mláďata opouští hnízdo od poloviny dubna do počátku května. K prvnímu zahnízdění typicky dochází ve věku 10–12 let. Může se dožít více než 30 let.

## Ohrožení
Mezinárodní svaz ochrany přírody hodnotí druh jako zranitelný, protože hnízdiště albatrosa campbellského jsou koncentrována do jediné geograficky omezeného lokace, kde je druh vystaven potenciálnímu nebezpečí ze strany člověka nebo nenadálým přírodním katastrofám. K hlavním ohrožením druhu na moři patří interakce s komerčními rybářskými loděmi. Populace druhu je patrně na mírném vzestupu.